# (4330) Vivaldi
(4330) Vivaldi ist ein Hauptgürtelasteroid, der am 19. Oktober 1982 vom deutschen Astronom  Freimut Börngen von der Thüringer Landessternwarte Tautenburg entdeckt wurde.
Der Asteroid wurde nach dem barocken Komponisten Antonio Vivaldi (1678–1741) benannt.